# Kyselina gama-aminomáselná
Kyselina gama-aminomáselná (kyselina γ-aminomáselná, GABA) je hlavní inhibiční neurotransmiter v centrálním nervovém systému savců. Hraje důležitou roli při regulaci excitability neuronů v CNS. U člověka je GABA přímo odpovědná za regulaci svalového tonu. U hmyzu GABA působí jen na excitatorní nervové receptory. Přestože jde technicky o aminokyselinu, ve vědeckých a lékařských kruzích se o ní takto hovoří zřídka, protože termín „aminokyselina“ (použitý bez kvalifikátoru) označuje zpravidla alfa-aminokyselinu, kterou GABA není, a ani není součástí bílkovin. Při spastické diplegii u člověka je narušena absorpce GABA, což vede k hypertonii svalů řízených příslušnými nervy.

## Funkce
U obratlovců GABA účinkuje na inhibičních synapsích v mozku vazbou na specifické transmembránové receptory v plazmatické membráně pre- i postsynaptických neuronových procesů. Tato vazba způsobuje otevření iontových kanálů, což umožňuje tok buď záporně nabitých chloridových iontů do buňky nebo kladně nabitých draselných iontů ven z buňky. Tento účinek ústí v zápornou změnu membránového potenciálu, obvykle hyperpolarizaci. Jsou známy tři třídy GABA receptorů: ionotropní receptory GABAA a GABAC, které jsou samy o sobě iontovými kanály, a metabotropní receptory GABAB, což jsou GPCR, otevírající iontové kanály prostřednictvím G proteinů.
Neurony, které produkují GABA jako svůj výstup, se nazývají GABAergní neurony a hrají u dospělých obratlovců hlavní roli při inhibici na receptorech. Typickým příkladem inhibičních GABAergních buněk CNS jsou střední trnité neurony. V hippokampu a kůře savčího mozku má v časném stadiu vývoje GABA primárně excitační účinky a je ve skutečnosti hlavním excitačním neurotransmiterem v mnoha oblastech mozku před vyzráním glutamátových synapsí – viz vývoj kůry mozkové.
GABA také reguluje růst embryonálních a nervových kmenových buněk. GABA aktivuje GABAA receptor a způsobuje uvěznění buněčného cyklu ve fázi S, čímž omezuje růst.
GABA vykazuje excitační účinky u hmyzu, zprostředkovává aktivaci svalů na synapsích mezi nervy a svalovými buňkami a také stimuluje některé žlázy.
Zda je GABA excitační či inhibiční, závisí na směru (do buňky nebo ven z ní) a velikosti iontových proudů řízených GABAA receptorem. Směřuje-li čistý kladný iontový proud do buňky, působí GABA excitačně, je-li směr čistého kladného proudu opačný, má GABA účinky inhibiční. Za změny funkční role GABA mezi novorozeneckou a dospělou fází je odpovědný vývojový přepínač v molekulárním mechanismu ovládajícím polaritu tohoto proudu. Lze říci, že role GABA se mění z excitační na inhibiční, když mozek dosáhne dospělosti.

## Struktura a konformace
GABA se vyskytuje většinou jako amfiont, tedy s deprotonovanou karboxylovou skupinou a protonovanou aminoskupinou. Její konformace závisí na prostředí. V plynné fázi silně převažuje silně svinutá konformace vzhledem k elektrostatické přitažlivosti mezi dvěma funkčními skupinami. Podle kalkulace kvantové chemie je stabilizace okolo 200 kJ/mol. V pevné fázi se vyskytuje roztaženější konformace, s trans konformací aminového konce a gauche konformací karboxylového konce. Důvodem jsou interakce mezi sousedícími molekulami. V roztoku se vyskytuje pět různých konformací, některé svinuté a jiné roztažené, jako výsledek účinků rozpouštění. Konformační flexibilita GABA je důležitá pro její biologickou funkci, různé konformace se vážou na odlišné receptory. Mnoho analogů GABA, používaných ve farmaceutických přípravcích, má mnohem pevnější strukturu, aby bylo možné lépe ovládat jejich vazbu na receptory.

## Historie výzkumu
Kyselina gama-aminomáselná byla poprvé syntetizována v roce 1883 a byla nejdříve známa jako metabolický produkt rostlin a mikrobů. V roce 1950 však byla objevena jako integrální součást CNS savců.

## Biosyntéza, degradace a zpětné vychytávání
Organismy syntetizují GABA z glutamátu pomocí enzymu dekarboxylázy kyseliny L-glutamové a pyridoxalfosfátu (což je aktivní forma vitamínu B6) jako kofaktoru. Tento proces konvertuje základní excitační neurotransmiter (glutamát) na základní inhibiční (GABA).
GABA transamináza katalyzuje degradaci GABA na sukcinyl semialdehyd a glutamát, a dále via sukcinyl semialdehyd dehydrogenázu na kyselinu jantarovou, která se zapojí do Krebsova cyklu jako použitelný zdroj energie. Zpětně vychytáván je přes GABA transportér (GAT) a vesikulární GAT (VGAT).

## Farmakologie
Látky, které působí jako agonisté GABA receptoru (známé jako analogy GABA nebo GABAergní látky) nebo zvyšují množství GABA, mají typicky uvolňující, protistrachové a protikonvulzivní účinky. U mnoha níže uvedených látek je známo, že způsobují anterográdní a retrográdní amnezii.
GABA možná zvyšuje množství lidského růstového hormonu. Výsledky těchto studií jsou však obtížně replikovatelné a čerstvou otázkou je, že není známo, zda GABA prochází hematoencefalickou bariérou.
Látky působící na GABA receptory:
- alkohol (ethanol)[7][8][9]
- avermektiny – doramektin, selamektin, ivermektin-zvyšuje vylučování GABA
- barbituráty
- bikukuliny – GABA antagonisté
- benzodiazepiny[10]
- baklofen
- baikalin a baikalein z šišáku bajkalského
- karbamazepiny[11]
- deriváty cyklopyrrolonu, například zopiklon[10]
- fluorochinolony
- gabazin (SR-95531)
- kyselina gama-hydroxymáselná (GHB)[12]
- kyselina gama-amino-beta-hydroxymáselná
- deriváty imidazopyridin, například zolpidem
- kavalaktony[13]
- meprobamat
- muscimol
- mangan
- modafinil
- fenytoin
- picamilon
- pikrotoxin
- progabid
- propofol
- fenibut
- deriváty pyrazolopyrimidinu, například zaleplon
- valeriánské kapky (kyselina valerová a izovalerová)
- pregabalin (obchodní název Lyrica) – analog GABA

Látky, které ovlivňují GABA jinými způsoby:
- tiagabin – potencuje inhibicí vstřebávání GABA do neuronů a glií
- vigabatrin – potencuje inhibicí GABA-T, brání rozpadu GABA
- valproát – potencuje inhibicí GABA-T
- tetanospasmin – primární toxin bakterie tetanu, blokuje uvolňování GABA
- hyperforin – inhibuje reabsorpci GABA
- α-thujon – hlavní složka absinthu